# هارب من الحب (فلم)
هارب من الحب (بالإنجليزية: A Fugitive from Love - Hareb minel hub) هو فيلم رومانسي مصري من إنتاج سنة 1956، إخراج عز الدين ذو الفقار، وتأليف السيد بدير وعز الدين ذو الفقار، وإنتاج أمير فيلم، ومن بطولة مريم فخر الدين، ومحمود ذو الفقار، وكمال حسين، وسميحة أيوب، وزوزو حمدي الحكيم، والسيد بدير، وبرلنتي عبد الحميد.

## ملخص قصة
يعانى الطبيب محمود من الانطواء رغم وسامته وثراءه، فهو مصاب بمرض الصرع، وتظهر عليه نوبات المرض من وقت لآخر، ولذا فهو يرفض الاقتران بأى فتاة حتى لا يكون سبباً في تعذيبها. يتعرف محمود على الفتاة الجميلة  ميرفت التي تنجذب لثروته، وتتقرب اليه، لكنها تبتعد عنه حين تعلم بمرضه وما يصيبه من نوبات الصرع، يدخل محمود في حالة من العُزلة، ويقرر السفر إلى مدينة السويس ليعيش في عزلته، ويتفرغ لابحاثه، ويلتقي هناك بالفتاة البريئة ليلى، وتبوح بسرها، فهي متهمة بقتل أمها حين وضعت لها السم عن طريق الخطأ، وأنها مصابة بعقدة نفسية، يبحث محمود عن أصل الحكاية، ويكتشف ان زوجة ابيها هي التي دست السم للأم، من اجل ان تتزوج الاب، وتسعى المرأة إلى أن تكرر نفس الجريمة، لكن امرها ينكشف، وتتناول هي السم. تعرف ليلى بأمر مرض الصرع الذي يصيب محمود، وتوافق ان تتزوج منه.

## طاقم التمثيل

### الشخصيات الرئيسية
- محمود ذو الفقار: في دور الدكتور محمود
- مريم فخر الدين: في دور ليلى
- برلنتي عبد الحميد: في دور ميرفت
- عبد العزيز أحمد: في دور والد ليلى
- عزيزة حلمي: في دور والدة ليلى
- زوزو حمدي الحكيم: في دور زوجة والد ليلى[6]

### الشخصيات الثانوية
- سميحة أيوب
- أحمد الحداد
- كمال حسين
- شفيق نور الدين
- السيد بدير
- محمد شوقي
- فؤاد فهيم
- ثريا فخري
- نادية الشناوي
- إبراهيم حشمت.[7]

## الإنتاج
بطل الفيلم محمود ذو الفقار (1914 – 1970) هو فنان متعدد المواهب، فهو الممثل والمخرج والمنتج، وكذلك المؤلف، وهو أيضاً شقيق مخرج هذا الفيلم عز الدين ذو الفقار (1919 – 1963)، وزوج بطلة الفيلم مريم فخر الدين (1931 – 2014) التي أعجب بها من خلال عمله معها في فيلم ليلة غرام عام 1951، وتطورت العلاقة رغماً عن والدتها، وتم الزواج في لبنان، وقالت مريم في حوارات تلفزيونية إن ذو الفقار قرر السفر للبنان واستخرج لها جواز سفر خاصاً واتفق معها سراً على أن تقفز إلى الباخرة في آخر دقيقة قبل تحركها، وهو ما تم بالفعل، حيث ذهبت الشابة مع أفراد أسرتها لتوديعه ثم هربت منهم في آخر دقيقة وقفزت إلى الباخرة. ولم يستمر هذا الزواج طويلًا، حيث انفصلا بعد زواج دام لمدة 8 سنوات.

## وصلات خارجية
- مقالات تستعمل روابط فنية بلا صلة مع ويكي بيانات